# Josep Bracons
Josep Bracons i Clapés (Barcelona, 1957) es un historiador del arte español.

## Biografía
Se licenció en Geografía e Historia, especialidad Historia del Arte por la Universidad de Barcelona en 1981, obteniendo un Premio Extraordinario de Licenciatura. Realizó su tesis sobre el Museo Episcopal de Vich.
Empezó su actividad profesional como medievalista e identificó en 1993 al autor de la escultura medieval del sepulcro de Santa Eulalia, Lupo di Francesco, que se encuentra en la Catedral de Barcelona. También catalogó la escultura gótica del Museo de Vich.
Ha dirigido la obra Art català al món y ha publicado numerosos trabajos y artículos.  Ha sido presidente de la Asociación Catalana de Críticos de Arte (2001-2007) y vicepresidente del Círculo Artístico de San Lucas, objeto de sus investigaciones más recientes. Fue profesor en la Escuela Superior de Conservación y Restauración de Bienes Culturales de la Generalidad de Cataluña y la Universidad Abierta de Cataluña.
En 2010 ingresó como responsable del departamento de colecciones en el Museo de Historia de Barcelona. Es académico numerario de la Real Academia Catalana de Bellas Artes de San Jorge donde, desde 2004, también es conservador del museo.

## Publicaciones destacadas
- Bracons i Clapés, Josep. Las Claves del Arte Gótico. ISBN 8434402793.
- —.  Patronat d'Estudis Ausonencs, ed. Cataleg de L'escultura Gotica del Museu Episcopal de Vic (en catalán). ISBN 8430096124.
- —.  Lerner Publications Co, ed. The Key to Gothic Art (en inglés). ISBN 0822520540.
- —; Jesús Mestre. Art Català al món (en catalán). Edicions 62. ISBN 9788429760040.